# Арсхот
Арсхот (нидерл. Aarschot) — город на северо-востоке провинции Фламандский Брабант (Лёвенский округ), Фландрия, Бельгия. В ряде дореволюционных источников, например в «ЭСБЕ», описывается как Аршот или Эршот.
Город занимает долину реки Демер. Официальный язык — нидерландский. Общая площадь составляет 62,52 км², плотность населения — 450 жителей на км².
Общая численность населения — 28 129 чел. (1 января 2008, оценка).
Об истории одноимённой сеньории можно почитать в статье Арсхот (герцогство).